# Rechtsfähigkeit (Italien)
Rechtsfähigkeit (capacitá giuridica) ist in der italienischen Rechtswissenschaft die vom Gesetz vorgesehene Eigenschaft, Träger von Rechten und Pflichten sein zu können.
Der Begriff hängt also unmittelbar mit dem der Rechtssubjekts (soggetto) und des Rechtsobjektes (oggetto) zusammen: Rechtsobjekte können nur Gegenstand von Rechtsgeschäften sein, sie aber nicht begründen. Als Rechtssubjekt gilt jeder Mensch, unabhängig von Alter, Geschlecht und Herkunft; die Rechtsinstitute der Sklaverei und der Leibeigenschaft, welche dadurch charakterisiert sind, dass ein Mensch in ihnen ein Rechtsobjekt bildet bzw. nur beschränkt Rechtsfähig ist, sind in der italienischen Rechtsordnung nicht zugelassen. So legt Art. 3 der Verfassung ausdrücklich fest, dass alle Staatsbürger (heute im Sinne von Menschen interpretiert) vor dem Gesetz gleich sind; Art. 22 verbietet es, die Rechtsfähigkeit aus politischen Gründen abzuerkennen.
Neben physischen Personen (persone fisiche) kann jedoch auch Körperschaften (enti) Rechtsfähigkeit zuerkannt werden; in diesem Falle spricht man von „juristischer Person“.
Von der Rechtsfähigkeit zu unterscheiden sind die Handlungsfähigkeit sowie die Deliktsfähigkeit.